# Entwürfe
entwürfe war eine Schweizer Literaturzeitschrift.

## Geschichte
Die Zeitschrift wurde von 1986 bis 1991 von dem Autorenforum einspruch (Max Frisch, Alexander J. Seiler, Arnold Künzli, Otto F. Walter, Erica Pedretti und Adolf Muschg) herausgegeben.
Im Jahr 1995 erfolgte die Neugründung und Fusion mit der Zeitschrift zündschrift, welche auch ein neues Layout nach sich zog.
entwürfe erschien bis Ende 2013 vierteljährlich in einer Auflage von gut 1000 Exemplaren, bis Ende 2018 halbjährlich in einer Auflage von 500 Exemplaren. Ende 2018 wurde die Zeitschrift mit Ausgabe Nr. 86 eingestellt.
Die Zeitschrift arbeitete mit Themenschwerpunkten, gab aber in jeder Ausgabe jungen Autoren (u. a. Jessica Falzoi, Lorenz Langenegger, Giuliano Musio, Merle Müller-Knapp, Leif Randt, Karsten Redmann, Jochen Schmidt, Andreas Thamm) die Gelegenheit, noch unveröffentlichte Texte abzudrucken.
Eine Fotografie- und eine Kunstrubrik sollten zusammen mit Essaybeiträgen und Buchbesprechungen das Angebot abrunden.
Später bekannt gewordene Autoren wie Lukas Bärfuss, Gion Mathias Cavelty, Roman Graf, Katharina Hacker, Kim de l’Horizon, Kevin Kuhn, Hansjörg Schertenleib, Kristin T. Schnider, Ruth Schweikert, Peter Weber sowie der Philosoph Andreas Urs Sommer publizierten frühe Texte in entwürfe.